# Plagiodontia araeum
Espèce
Synonymes
- Plagiodontia stenocoronalis (Rímoli, 1976 (1977))[1]

Statut de conservation UICN

 EX  : Éteint
Plagiodontia araeum est une espèce de Rongeurs de la famille des Capromyidae. Cette espèce qui vivait aux Caraïbes est considérée éteinte par l'Union internationale pour la conservation de la nature (UICN).
Elle a été décrite pour la première fois en 1964 par le paléontologue et mammalogiste américain Clayton E. Ray,.